# داء الفطريات
داء الفطريات داء يصيب الجلد وتكون على شكل بقع صغير غامقه اللوب بعضها يكون بني اللون والبعض الأخر يكون اسود اللون يصيب هذا الداء النساء والرجال من كافه الأعمار. ويكون مستواه على مستوى الجلد لا يسبب احمرار ولا حكه ولا يمكن أن ينتشر بالجسم إذا تمت استشارة الطبيب. الفطريات ليس لها علاج ولكن لا تعدي الا إذا استعملت أغراض الشخص المريض كالصابون أو فرشاة الأسنان أو حتى مشط الشعر.